# Academia Militar da Ilha Terceira
A Academia Militar da Ilha Terceira (1810—1832), também referida como Academia Militar de Angra, foi um estabelecimento de ensino superior militar que funcionou na cidade de Angra, nos Açores.
Surgiu no contexto do reforço do carácter de governo militar da Capitania Geral dos Açores e da necessidade de formar localmente oficiais para o Exército, com destaque para a Artilharia.
Foi inicialmente criada uma Aula de Matemáticas que, em 1810 foi transformada em Academia Militar de Angra, o primeiro estabelecimento de ensino superior e laico que existiu no arquipélago.
Era de frequência obrigatória para os oficiais do Batalhão de Artilharia, assim como para os demais oficiais dos demais Batalhões de Linha das Ilhas. Também era permitida a frequência de alunos "paizanos", que seriam preferidos para o acesso a cargos públicos.
O curso ministrado era constituído pelas disciplinas de Matemática, Fortificação, Balística e Artilharia.
A Academia extinguiu-se em consequência das reformas que se seguiram à Revolução Liberal do Porto (1820), deixando de funcionar a partir de 1825 (1828?) e sendo formalmente extinta em 1832.[carece de fontes?]